# Lindhof (Wüstung)

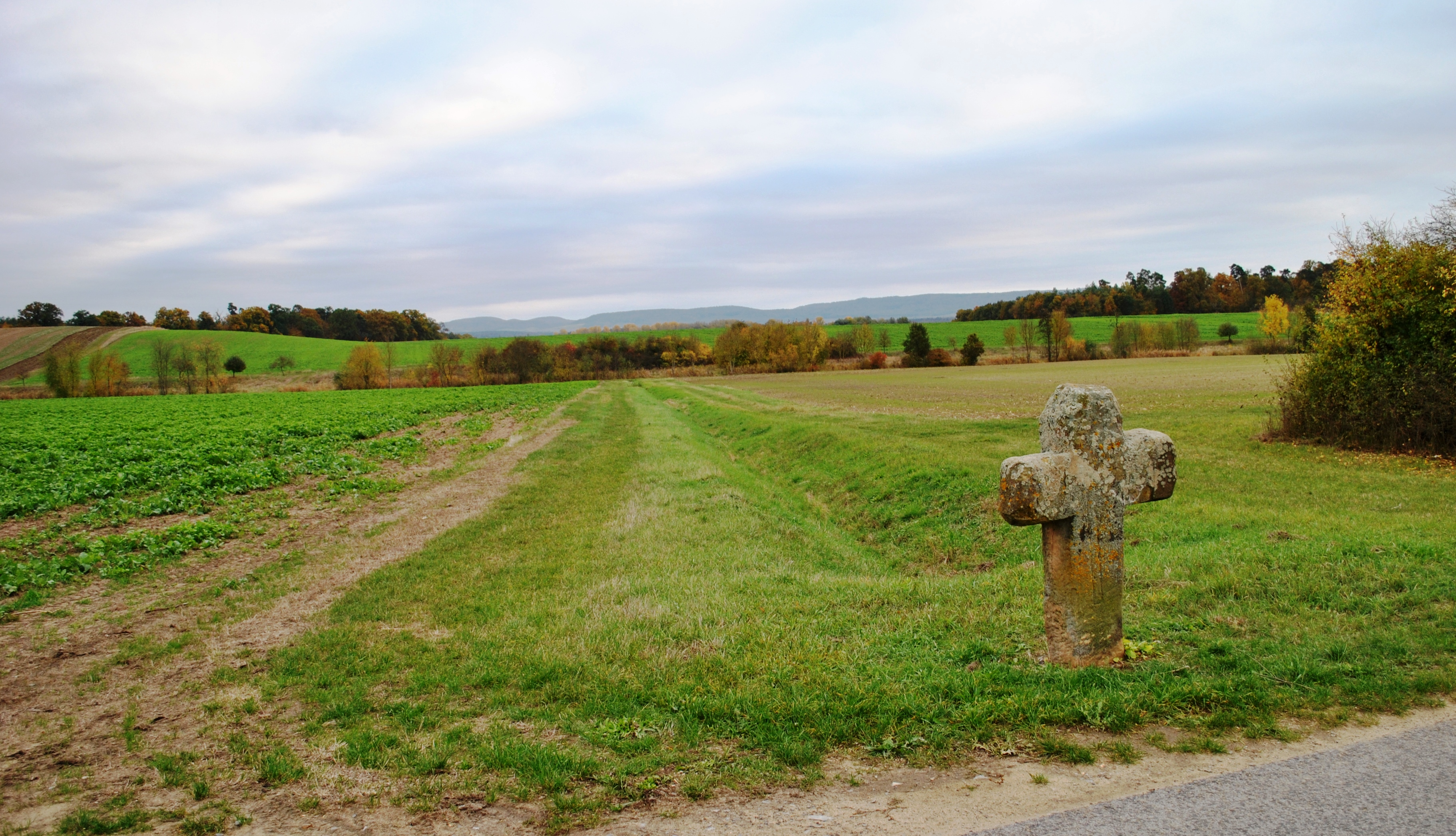
Die Wüstungsstelle zwischen Dimbach und Gerlachshausen

Lindhof (auch Linkhof) ist eine Wüstung auf den Gemarkungen des Schwarzacher Ortsteils Gerlachshausen und des Volkacher Ortsteils Dimbach im unterfränkischen Landkreis Kitzingen. Die Siedlung bestand wohl nur aus wenigen Höfen und wurde zu einem unbekannten Zeitpunkt aufgegeben.

## Geografische Lage
Die Wüstung befindet sich im äußersten Nordosten des Schwarzacher Gemeindegebietes. Nördlich beginnt die Gemarkung der Stadt Volkach, der Ortsteil Dimbach liegt dem Lindhof am nächsten. Im Westen erstreckt sich ein großes Waldgebiet, welches nach Reupelsdorf im Markt Wiesentheid überleitet. Südlich befindet sich Düllstadt, im Südwesten Münsterschwarzach und daran anschließend Gerlachshausen. Westlich liegt, durch den Mainkanal getrennt, Sommerach.
Die heutige Flur Linkhöftännig, wo sich Höfe befanden, hat eine Höhe von 206 Metern. Das sogenannte Beerweinsbrünnl, noch auf Dimbacher Gemarkung, wurde wohl als Wasserquelle genutzt und war Grund für die Ansiedlung. Das Bayerische Landesamt für Denkmalpflege ordnet die untertägigen Reste der „Wüstung des späten Mittelalters“ als Bodendenkmal ein.

## Geschichte
Der Einödhof Lindhof wird lediglich einmal in den Quellen erwähnt und ist nur durch die Flur Linkhöftännig nachweisbar. In einer Beschreibung der Zent Stadtschwarzach aus dem Jahr 1589 wird der Weg des Zentknechtes beschrieben. Nachdem er die heutige Wüstung Ulberg und das bestehende Dorf Dimbach durchquert hatte, kam er „ufm Lindhof bei dem Brünnlein“. Der Hof lag am alten Klosterweg in die Abtei Münsterschwarzach.
Nach der Wüstwerdung des Dorfes, wohl noch im 16. Jahrhundert, kam es zwischen den Dörfern Gerlachshausen und Dimbach wahrscheinlich zu einem Grenzstreit, weil die Gemarkungen neu aufgeteilt wurden. Nach Beilegung des Zwistes ließ man zwischen beiden Orten ein Steinkreuz errichten, das heute ein Gerlachshausener Baudenkmal ist.